# Лавсанъигол
Лавсанъигол (устар. Львасан-Игол) — река в России, протекает по территории Ямало-Ненецкого автономного округа. Устье реки находится в 72 км по правому берегу реки Айёган. Длина реки — 33 км. В 13 км от устья, по правому берегу реки впадает река Мемёнтъёхан.

## Данные водного реестра
По данным государственного водного реестра России относится к Нижнеобскому бассейновому округу, водохозяйственный участок реки — Таз. Речной бассейн реки — Таз.
Код объекта в государственном водном реестре — 15050000112115300065529.